# Swing the Mood
"Swing the Mood" is een nummer van het Britse groep Jive Bunny & The Mastermixers. Het verscheen op hun debuutalbum Jive Bunny: The Album uit 1989. Op 26 juni van dat jaar werd het uitgebracht als hun eerste single.

## Achtergrond
"Swing the Mood" is geschreven door de gehele groep en geproduceerd door groepsleden Andy Pickles en Les Hemstock. Het nummer bestaat uit samples van rock-'n-rollnummers gebaseerd rond de swingcompositie "In the Mood" van Glenn Miller. De single bevat de volgende samples:
- 0:00 - 0:04: Chubby Checker – "Let's Twist Again"
- 0:06 - 0:54: Glenn Miller – "In the Mood"
- 0:56 - 1:23: Bill Haley & His Comets – "Rock Around the Clock"
- 1:25 - 1:38: Bill Haley & His Comets – "Rock-A-Beatin' Boogie"
- 1:40 - 1:49: Little Richard – "Tutti Frutti"
- 1:51 - 2:17: The Everly Brothers – "Wake Up Little Susie"
- 2:19 - 2:26: Eddie Cochran – "C'mon Everybody"
- 2:28 - 2:42: Elvis Presley – "Hound Dog"
- 2:44 - 2:53: Bill Haley & His Comets – "Shake, Rattle and Roll"
- 2:55 - 3:03: Elvis Presley – "All Shook Up"
- 3:05 - 3:23: Elvis Presley – "Jailhouse Rock"
- 3:25 - 3:41: Danny & the Juniors – "At the Hop"
- 3:43 - 3:46: Little Richard – "Tutti Frutti"
- 3:48 - 6:05: Glenn Miller – "In the Mood", "Pennsylvania 6-5000", "Little Brown Jug", "American Patrol", "In the Mood"

De twee seconden tussen elke sample bevatten origineel materiaal van Jive Bunny, die hier korte mixen aan toevoegden. Wanneer dit niet was gebeurd, kon de single alleen als compilatie aan "Diverse artiesten" worden toegeschreven. Uit de radioversie van "Swing the Mood" werden grote stukken van de nummers van Glenn Miller geknipt. Op de oorspronkelijke uitgave werden de originele studio-opnamen van de nummers gebruikt, maar op latere heruitgaven werden deze vanwege copyrightclaims vervangen door soundalikes.
"Swing the Mood" werd een wereldwijde hit. Het bereikte de nummer 1-positie in onder meer Australië, Canada, Denemarken, Duitsland, Europa, Finland, Frankrijk, Ierland, Luxemburg, Nieuw-Zeeland, Noorwegen, Oostenrijk en Spanje. Ook in het thuisland het Verenigd Koninkrijk kwam het op nummer 1 in de UK Singles Chart terecht, terwijl de single in de Verenigde Staten niet verder kwam dan de elfde plaats in de Billboard Hot 100. In Nederland werd het een nummer 1-hit in zowel de Top 40 als de Nationale Hitparade Top 100 en in Vlaanderen kwam het eveneens op nummer 1 in een voorloper van de Ultratop 50.

## Hitnoteringen

### Nederlandse Top 40
| Hitnotering: 19-08-1989 t/m 21-10-1989 | Hitnotering: 19-08-1989 t/m 21-10-1989 | Hitnotering: 19-08-1989 t/m 21-10-1989 | Hitnotering: 19-08-1989 t/m 21-10-1989 | Hitnotering: 19-08-1989 t/m 21-10-1989 | Hitnotering: 19-08-1989 t/m 21-10-1989 | Hitnotering: 19-08-1989 t/m 21-10-1989 | Hitnotering: 19-08-1989 t/m 21-10-1989 | Hitnotering: 19-08-1989 t/m 21-10-1989 | Hitnotering: 19-08-1989 t/m 21-10-1989 | Hitnotering: 19-08-1989 t/m 21-10-1989 | Hitnotering: 19-08-1989 t/m 21-10-1989 |
| Week                                   | 1                                      | 2                                      | 3                                      | 4                                      | 5                                      | 6                                      | 7                                      | 8                                      | 9                                      | 10                                     |                                        |
| -------------------------------------- | -------------------------------------- | -------------------------------------- | -------------------------------------- | -------------------------------------- | -------------------------------------- | -------------------------------------- | -------------------------------------- | -------------------------------------- | -------------------------------------- | -------------------------------------- | -------------------------------------- |
| Nummer                                 | 20                                     | 6                                      | 2                                      | 1                                      | 2                                      | 4                                      | 6                                      | 13                                     | 18                                     | 35                                     | uit                                    |

### Nationale Hitparade Top 100
| Hitnotering: 12-08-1989 t/m 18-11-1989 | Hitnotering: 12-08-1989 t/m 18-11-1989 | Hitnotering: 12-08-1989 t/m 18-11-1989 | Hitnotering: 12-08-1989 t/m 18-11-1989 | Hitnotering: 12-08-1989 t/m 18-11-1989 | Hitnotering: 12-08-1989 t/m 18-11-1989 | Hitnotering: 12-08-1989 t/m 18-11-1989 | Hitnotering: 12-08-1989 t/m 18-11-1989 | Hitnotering: 12-08-1989 t/m 18-11-1989 | Hitnotering: 12-08-1989 t/m 18-11-1989 | Hitnotering: 12-08-1989 t/m 18-11-1989 | Hitnotering: 12-08-1989 t/m 18-11-1989 | Hitnotering: 12-08-1989 t/m 18-11-1989 | Hitnotering: 12-08-1989 t/m 18-11-1989 | Hitnotering: 12-08-1989 t/m 18-11-1989 | Hitnotering: 12-08-1989 t/m 18-11-1989 | Hitnotering: 12-08-1989 t/m 18-11-1989 |
| Week                                   | 1                                      | 2                                      | 3                                      | 4                                      | 5                                      | 6                                      | 7                                      | 8                                      | 9                                      | 10                                     | 11                                     | 12                                     | 13                                     | 14                                     | 15                                     |                                        |
| -------------------------------------- | -------------------------------------- | -------------------------------------- | -------------------------------------- | -------------------------------------- | -------------------------------------- | -------------------------------------- | -------------------------------------- | -------------------------------------- | -------------------------------------- | -------------------------------------- | -------------------------------------- | -------------------------------------- | -------------------------------------- | -------------------------------------- | -------------------------------------- | -------------------------------------- |
| Nummer                                 | 85                                     | 20                                     | 7                                      | 2                                      | 1                                      | 2                                      | 3                                      | 4                                      | 5                                      | 15                                     | 20                                     | 31                                     | 40                                     | 60                                     | 82                                     | uit                                    |